# CHIT1
CHIT1 (англ. Chitinase 1) – білок, який кодується однойменним геном, розташованим у людей на 1-й хромосомі. Довжина поліпептидного ланцюга білка становить 466 амінокислот, а молекулярна маса — 51 681.
| 10         |  | 20         |  | 30         |  | 40         |  | 50         |
| ---------- |  | ---------- |  | ---------- |  | ---------- |  | ---------- |
| MVRSVAWAGF |  | MVLLMIPWGS |  | AAKLVCYFTN |  | WAQYRQGEAR |  | FLPKDLDPSL |
| CTHLIYAFAG |  | MTNHQLSTTE |  | WNDETLYQEF |  | NGLKKMNPKL |  | KTLLAIGGWN |
| FGTQKFTDMV |  | ATANNRQTFV |  | NSAIRFLRKY |  | SFDGLDLDWE |  | YPGSQGSPAV |
| DKERFTTLVQ |  | DLANAFQQEA |  | QTSGKERLLL |  | SAAVPAGQTY |  | VDAGYEVDKI |
| AQNLDFVNLM |  | AYDFHGSWEK |  | VTGHNSPLYK |  | RQEESGAAAS |  | LNVDAAVQQW |
| LQKGTPASKL |  | ILGMPTYGRS |  | FTLASSSDTR |  | VGAPATGSGT |  | PGPFTKEGGM |
| LAYYEVCSWK |  | GATKQRIQDQ |  | KVPYIFRDNQ |  | WVGFDDVESF |  | KTKVSYLKQK |
| GLGGAMVWAL |  | DLDDFAGFSC |  | NQGRYPLIQT |  | LRQELSLPYL |  | PSGTPELEVP |
| KPGQPSEPEH |  | GPSPGQDTFC |  | QGKADGLYPN |  | PRERSSFYSC |  | AAGRLFQQSC |
| PTGLVFSNSC |  | KCCTWN     |  |            |  |            |  |            |

A: Аланін

C: Цистеїн

D: Аспарагінова кислота

E: Глутамінова кислота

F: Фенілаланін

G: Гліцин

H: Гістидин

I: Ізолейцин

K: Лізин

L: Лейцин

M: Метіонін

N: Аспарагін

P: Пролін

Q: Глутамін

R: Аргінін

S: Серин

T: Треонін

V: Валін

W: Триптофан

Кодований геном білок за функціями належить до гідролаз, глікозидаз. 
Задіяний у таких біологічних процесах, як вуглеводний обмін, альтернативний сплайсинг. 
Локалізований у лізосомі.
Також секретований назовні.